# Silo rufescens
Silo rufescens là một loài trong họ Goeridae. Loài này phân bố ở miền Cổ bắc.